# Martin Maheux
Pour les articles homonymes, voir Maheux.
Martin Maheux (né le 5 mars 1975) est un compositeur et musicien québécois. La batterie est son principal instrument.
Connu principalement pour ses compositions avec MM Circle, ils s'est fait connaître avec de nombreux groupes de musique tel que Spaced Out, Zero Hertz, Jérôme Savoie, Fouille-Moé ainsi que Poly-Esther.

## Biographie
Originaire de Saint-Jules de Beauce, il se passionne très jeune pour la musique. C'est vers l'âge de 11 ans qu'il commencera à jouer de la batterie. Sa passion le conduira à étudier l'instrument au cégep de Saint-Laurent avec Paul Brochu ainsi que Philippe Keyser. Puis à l'université de Montréal avec Camile Bélisle.
C'est en 1997 qu'il fera ses premières expériences d'enregistrement en studio avec le groupe Fouille-Moé. Mais ce qui lancera sa carrière comme batteur professionnel, c'est le début de sa collaboration au groupe Spaced Out en 1998 avec Antoine Fafard (basse), Éric St-Jean (piano) et Mathieu Bouchard (guitare). Spaced Out, enregistrera 4 albums studio: Éponyme (2000), Eponymus II (2001), Slow Gin (2003) et Unstable Matter (2206) ainsi que 2 DVD: Live in 2000 (2005) et Live at the Crescendo Festival (2007). Le groupe se produira au Canada, aux États-Unis ainsi qu'en France lors de tournées.
En mars 2001, Martin commencera un nouveau projet de jazz contemporain: MM Circle. De ce projet naîtra 2 albums: Physics of Light (2002) et Sibylle (2006). Dans Physics of Light, il composera un jazz digne d'une trame sonore. Il exploitera des sonorités pour un quintette jazz auquel participeront Frédéric Alarie (contrebasse), Rachel Duperreault (violon), Guy Dubuc (piano et clavier), Jean-François Gagnon (Trompette) ainsi que Martin Maheux (batterie et programmation). Mais c'est avec Sibylle (2006) que MM Circle se fera connaître davantage du public. Dans cet album Martin Maheux superpose un quatuor à cordes à un quatuor jazz dans lequel les 2 formations improvisent. Ce mélange du style classique et du jazz est une nouveauté, rarement exploité auparavant dans la musique. MM Circle s'est produit à Montréal, en Estrie et au Saguenay Lac St-Jean. MM Circle a même été en nomination en Italie pour le meilleur album Progressif de l'année avec Sibylle en 2006.

## Discographie
- 2000 : Spaced Out : Éponyme
- 2001 : Spaced Out : Eponymus II
- 2002 : MMCircle : Physics of light
- 2003 : Spaced Out : Slow Gin
- 2005 : Spaced Out : Live in 2000
- 2006 : MMCircle : Sibylle
- 2006 : Zero Hertz : Polyphoniq
- 2006 : Spaced Out : Unstable Matter
- 2007 : Spaced Out : Live at the Crescendo Festival
- 2008 : MMCircle : Requiem pour un vivant
- 2008 : Spaced Out : Evolution
- 2011 : Antoine Fafard : Solus Operandi